# سردار محمد يعقوب خان
سردار محمد يعقوب خان (بالإنجليزية: Sardar Muhammad Yaqoob Khan)‏ (و. 1953 – م) هو سياسي من .ولد سردار يعقوب في قبيلة سدھن باختون الشهيرة في كشمير هو رجل أعمال وسياسي آزاد كشميري.  شغل منصب رئيس آزاد كشمير في الفترة من 25 أغسطس 2011 إلى 25 أغسطس 2016. كما شغل منصب رئيس وزراء آزاد كشمير في الفترة من 7 يناير 2009 إلى 22 أكتوبر 2009. وإلى جانب السياسة، يشغل خان أيضًا منصب رئيس مجموعة YK  شركات.

## التعليم
تعلم في جامعة كراتشي.